# 鲁南战役 (1947年)
，是第二次国共内战期间於1947年1月发生在山东省南部的一场战役，以中國人民解放军的胜利结束。

## 战役准备
宿北战役后，解放军山东野战军与华中野战军为了进一步摆脱被动局面，粟裕开始筹划在解放军控制区域内再进行一次战役。经过反复酝酿，解放军适时决定在山东南部发起一场战役，决心歼灭国民革命军整编第二十六师和快速纵队。
为了做好准备，解放军分为左右两个纵队，隐蔽北上，于1947年1月1日进入了指定集结地域。

## 战役过程

### 解放军与国军第二十六师和快速纵队作战
1月2日22时，解放军提前两个小时突然对国军第二十六师发起进攻。国军在解放军控制区域内遭到封锁，对解放军的作战行动毫无察觉，国军师长马励武过年未归，离开了指挥位置，导致战斗一打响，国军就失去统一指挥，仓皇应战。很快，解放军就完成了对国军的的战役合围和战术分割，并歼灭的一部分国军。国军在解放军的进攻下，组织兵力反击，进行炮火阻拦，坦克支援，但均没能遏制住解放军的攻势。1月3日晚，解放军左右两纵队向国军发起总攻。经过彻夜激战，1月4日晨，解放军歼灭国军整编第二十六师师部及两个旅大部，国军残部及第一快速纵队被解放军紧紧包围于陈家桥、贾头、作字沟狭小地区。

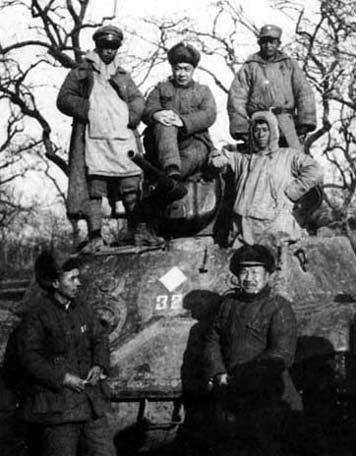
1947年1月鲁南战役后，新四军兼山东军区司令员陈毅（坦克上中）与华中军区司令员张鼎丞（坦克前左）、山东军区副司令员张云逸（坦克前右）在缴获的M3/M5斯圖亞特戰車前留影

国军第一快速纵队号称“国军精华”。之前由陈诚亲信石祖黄任司令官，由于石认为自己受制于步兵指挥官，弃部队而走。后由陈诚另一亲信车蕃如任司令，车后来认为快速纵队位置过于突出，上级不允许其撤退，也抛弃部队回徐州。因此战役爆发时，快速纵队指挥由不谙坦克战术的整编二十六师师长指挥。1月4日上午，解放军冒着雨夹雪向国军快速纵队发起进攻。国军派出飞机支援地面部队，但解放军已经掌握了国军的空投联络标志，于是布置了假的地空联络标志，结果一部分物资空投到了解放军的阵地上。10时左右，国军开始突围，解放军遂发起攻击，将快速纵队之第八十旅大部歼灭于陈家桥以西地区。解放军继续对国军发起猛烈追击，战至下午3时，先后攻克卞庄、向城、兰陵等40餘重要据点:8253。歼灭整编第二十六师（师部及第四十四旅、第一六九旅）和以及整编第二十八师之第八十旅、直属炮兵第五团、战车营等:8253。第一快速纵队全军覆没。鲁南战役第一阶段结束:8253。国军撤出7辆M3/M5斯圖亞特戰車。

### 解放军与国军第五十一师作战
1月9日晚，解放军对峄县发起进攻，经过一夜战斗，逼近了城垣，1月10日下午，解放军开始攻城，至次日凌晨一时，解放军全歼守敌，俘虜了马励武，及前一阶段撤到峄县的7辆坦克。在解放军围攻峄县的同时，华野第一师对枣庄发起了攻击，但进展迟缓。后来，第八师一个团也加入了战斗。1月19日下午，解放军对枣庄的国军发起了总攻。解放军突入市区，与国军展开逐屋逐堡争夺。至1月20日13时，解放军全歼国军枣庄驻守部队第五十五师师部及两个团，师长周毓英被俘。鲁南战役结束。

## 后续
鲁南战役是解放军首次在一个战役中全歼两个整编师（相当于军）。此次作战山东、华中野战军缴获美式M2A1 105毫米榴彈砲48门，坦克24辆，汽车470台，后来华东野战军以此为基础组建了特种兵纵队，为后续莱芜战役、孟良崮战役、豫东战役、济南战役乃至淮海战役的火力支援打下了基础。

### 書籍
- 粟裕 著 《粟裕回忆录》 解放军出版社 2007年8月第二版 ISBN 978-7-5065-5426-8